# Perceneige
Pour les articles homonymes, voir Perce neige.
Perceneige est une commune française située dans le nord du département de l'Yonne en région Bourgogne-Franche-Comté constituée de la fusion en 1972  de six communes, Courceaux, Grange-le-Bocage (et son hameau Courroy), Plessis-du-Mée, Sognes, Vertilly et Villiers-Bonneux. La dénomination Perceneige de la nouvelle commune fait référence à la naissance de la première fleur apparaissant au sortir de l'hiver.

## Géographie

### Climat
Pour des articles plus généraux, voir Climat de la Bourgogne-Franche-Comté et Climat de l'Yonne.
En 2010, le climat de la commune est de type climat océanique dégradé des plaines du Centre et du Nord, selon une étude du Centre national de la recherche scientifique s'appuyant sur une série de données couvrant la période 1971-2000. En 2020, Météo-France publie une typologie des climats de la France métropolitaine dans laquelle la commune est exposée à un climat océanique altéré et est dans la région climatique  Nord-est du bassin Parisien, caractérisée par un ensoleillement médiocre, une pluviométrie moyenne régulièrement répartie au cours de l’année et un hiver froid (3 °C). 
Pour la période 1971-2000, la température annuelle moyenne est de 10,5 °C, avec une amplitude thermique annuelle de 15,5 °C. Le cumul annuel moyen de précipitations est de 760 mm, avec 11,7 jours de précipitations en janvier et 8 jours en juillet. Pour la période 1991-2020, la température moyenne annuelle observée sur la station météorologique de Météo-France la plus proche, « Bouy-sur-Orvin », sur la commune de Bouy-sur-Orvin à 10 km à vol d'oiseau, est de 11,4 °C et le cumul annuel moyen de précipitations est de 635,9 mm. 
La température maximale relevée sur cette station est de 42,4 °C, atteinte le 25 juillet 2019 ; la température minimale est de −20,5 °C, atteinte le 17 janvier 1985,,. 
Les paramètres climatiques de la commune ont été estimés pour le milieu du siècle (2041-2070) selon différents scénarios d'émission de gaz à effet de serre à partir des nouvelles projections climatiques de référence DRIAS-2020. Ils sont consultables sur un site dédié publié par Météo-France en novembre 2022.

## Urbanisme

### Typologie
Au 1er janvier 2024, Perceneige est catégorisée commune rurale à habitat dispersé, selon la nouvelle grille communale de densité à sept niveaux définie par l'Insee en 2022.
Elle est située hors unité urbaine et hors attraction des villes,.

### Occupation des sols
L'occupation des sols de la commune, telle qu'elle ressort de la base de données européenne d’occupation biophysique des sols Corine Land Cover (CLC), est marquée par l'importance des territoires agricoles (91,2 % en 2018), une proportion sensiblement équivalente à celle de 1990 (91,3 %). La répartition détaillée en 2018 est la suivante : 
terres arables (88,5 %), forêts (5,5 %), zones agricoles hétérogènes (2,7 %), zones urbanisées (2,2 %), milieux à végétation arbustive et/ou herbacée (1,1 %). L'évolution de l’occupation des sols de la commune et de ses infrastructures peut être observée sur les différentes représentations cartographiques du territoire : la carte de Cassini (XVIIIe siècle), la carte d'état-major (1820-1866) et les cartes ou photos aériennes de l'IGN pour la période actuelle (1950 à aujourd'hui).

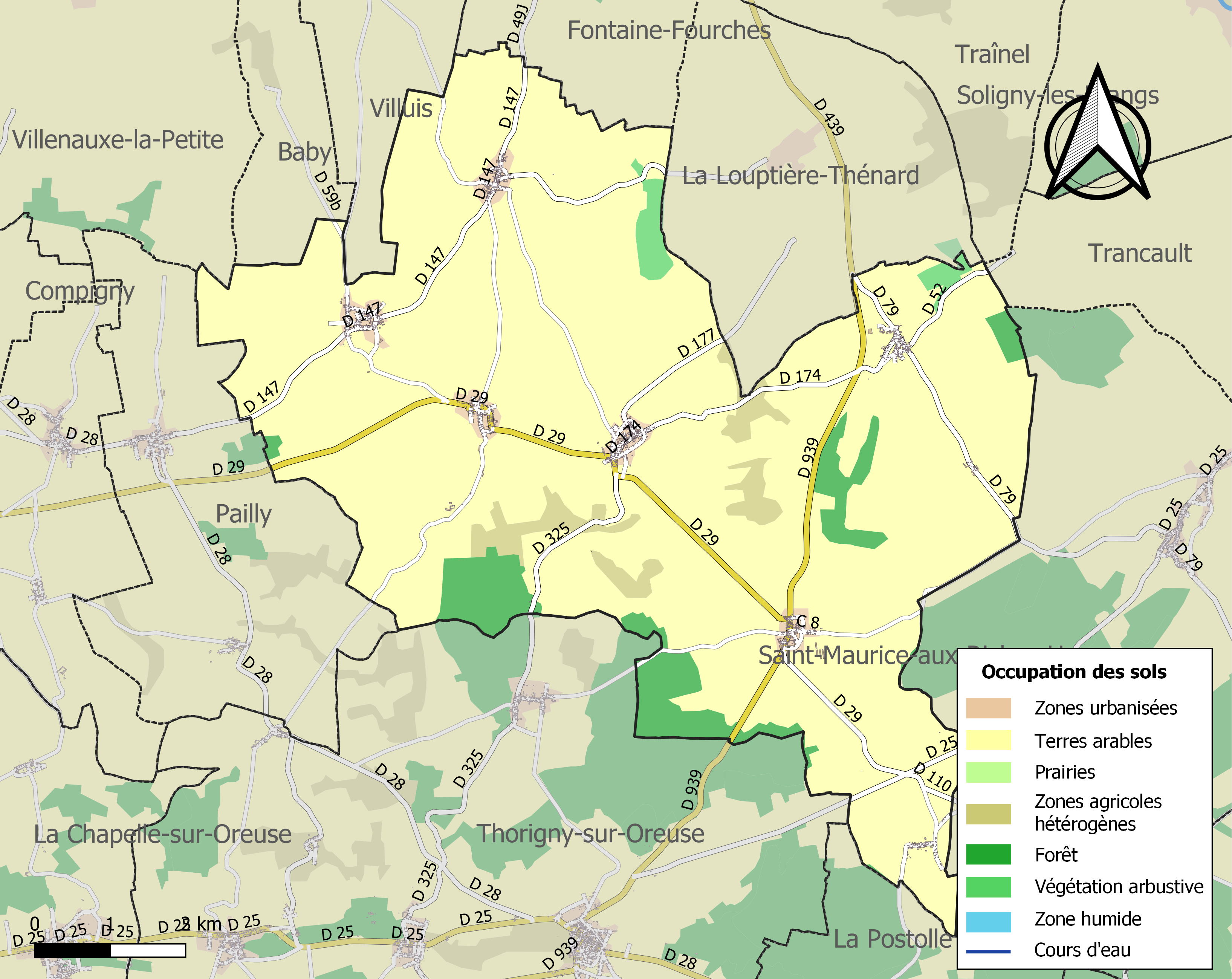
Carte des infrastructures et de l'occupation des sols de la commune en 2018 (CLC).

## Histoire des anciens villages

### Courceaux

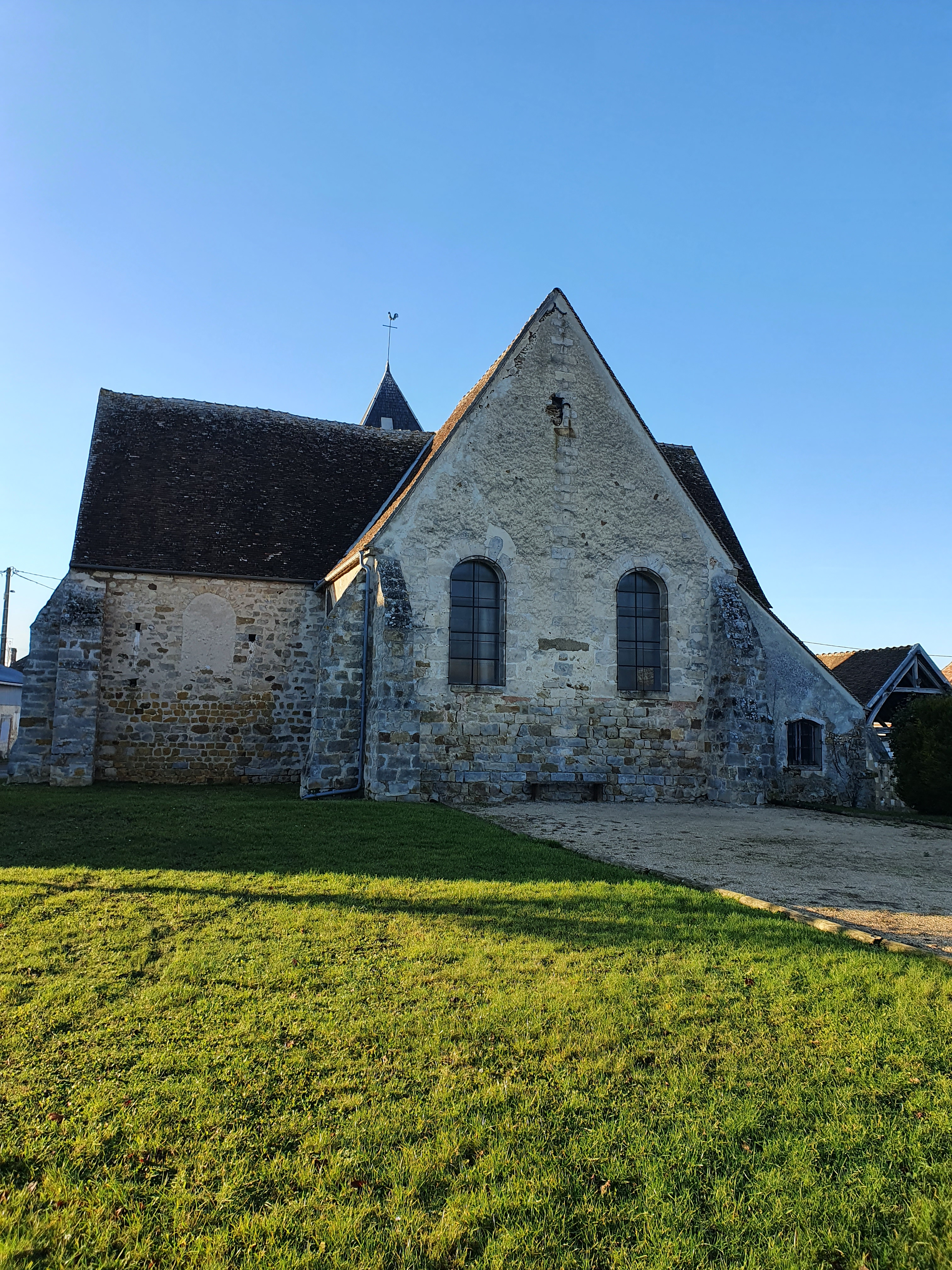
Église paroissiale de Courceaux

Village situé en limite septentrionale du département de l'Yonne, il fut une paroisse doté d'un lignage de chevaliers. Depuis le XVIe siècle, le village a exclusivement une vocation agricole céréalière. Pour autant l'agent de Philippe le Bel, Itier de Courceaux, n'est pas nécessairement originaire de la paroisse.
L'église paroissiale dispose d'un autel doté d'une délicieuse représentation florale. Il a été peint par un artiste de Sens, Jean-Georges Berdot dit de Montbéliard.

### Grange(s)-le-Bocage

#### Paroisse récente?
Il se peut que la paroisse soit apparue tardivement à la fin du XIe siècle. Elle est bordée à l'Est par un chemin commercial important, reliant les villes de foires champenoises de Provins et de Troyes, sous contrôle de la famille féodale de Traînel. La liaison directe par Nogent-sur-Seine n'était pas possible avant 1190. Grange(s) serait née du fractionnement de l'ancienne paroisse de Villechat.
La graphie ancienne "Granches" emploie fréquemment le pluriel, soulignant l'importance du peuplement.

#### Domaine des moines de Saint-Jean et pariage
À Sens, l'abbaye de Saint-Jean se développe très fortement grâce à l'accueil que lui réserve la chevalerie. Vers 1165, le chevalier Daimbert lui donne des hommes sur le finage de Granges et de Voisines. Ce chevalier entre "in articulo mortis" à Saint-Jean. Il est alors marié, père d'une fille mariée. Les moines domineront dès lors le territoire paroissial.
Vers 1235, Saint-Jean accepte de confier le domaine de Granges en pariage. Ce contrat est conclu dans le droit fil de l'ordonnance royale de 1155 par laquelle Louis VII s'engageait à défendre avec l'assentiment de ses barons, la paix intérieure. Le partage des profits et des charges se fait par moitié entre le Roi et les moines, l'abbaye fournissant le foncier où s'exercent les droits. En réalité, le véritable profit du Roi est de prendre pied en face de féodaux qu'il veut menacer de sa puissance régalienne : en l'espèce les Trainel, grands vassaux champenois.

#### Douaire de veuves
Au début du XIVe siècle, Granges est la base d'une prévôté royale, la seule de tout le nord-est sénonais, depuis l'extinction rapide du pariage de Thorigny. Cette prévôté dispose d'un tabellion durant la première phase de la guerre de Cent Ans, signe indubitable de l'importance du lieu.
Les problèmes frontaliers entre principautés étant résolus depuis l'intégration du comté de Champagne à la Couronne, et la noblesse locale ne parvenant pas à enrayer efficacement son déclassement, le pariage devient aux XIVe et XVe siècles une assise rituelle des douaires assignées aux reines de France (Clémence de Hongrie, Isabeau de Bavière).

#### Bourg fortifié
Granges accède au statut de bourg fortifié dès le XVIe siècle. Il est ceint de murailles et de fossés. Granges subit de fréquents assauts de la soldatesque de passage. Contrairement aux bourgs de ce type, Granges n'a que de rares artisans et services à proposer, comme le notaire, le chirurgien, et un unique potier d'étain.
La famille Thénard, arrivée de Thorigny, s'établit à Granges sous le règne de Louis XIII. Elle y tiendra les fonctions de la prévôté et le notariat. C'est son descendant qui deviendra l'illustre chimiste fait baron sous la Restauration. La commune de la Louptière honorera le fils du fermier qui n'avait fait que passer à la tête d'une exploitation locale, alors que ses racines étaient à Granges.
Mais la Couronne néglige son pariage. Elle vend ses droits au seigneur voisin de Thorigny, qui obtient ensuite de l'abbaye de Saint-Jean la vente de sa part. La prévôté royale est éteinte. La seigneurie est incluse dans celle de Thorigny. La famille Bourgine tient conjointement avec la famille Thénard les premières fonctions du lieu.

#### Hameau de Courroy
Le comte de Champagne Henri Le Libéral a donné aux Templiers son ancien château de La Turrée, la garenne en dépendant, et le hameau de Courroy qui leur fait face. À la dissolution de l'ordre, ce patrimoine est dévolu aux chevaliers de Saint-Jean de l'Hôpital, dont la maison la plus proche qui en assurera la gestion est celle de Launay (Saint-Martin-sur-Oreuse). Localement, les chevaliers sont représentés par un maire, locataire de sa fonction. Le hameau dispose d'une chapelle.
Au cours du XIXe siècle, fruit de la paupérisation d'une fraction de la population rurale, des habitations troglodytiques sont creusées.

#### Fief de Champloup
Un fief forestier nommé "Champloup" est cité au milieu du XIVe siècle comme étant la propriété de Gilles Lesourt, sergent d'armes du Roi, et de sa famille. par la suite, au milieu du XVIe siècle, les descendants de ces premiers possesseurs sont près d'une centaine : des villageois de Granges et des environs, laboureurs, vignerons, manœuvres et marchands. Très peu de temps avant la révolution, un membre de la famille Thénard, de Granges, porte le titre de seigneur de Champloup. Le fief représentait environ 70 hectares de bois.

#### Fief de Tirlouse
Au XIVe siècle, le chevalier Itier de Loze possède une tour détenue en fief : "la Tour d'Itier de Loze". Loze est un village près de Joigny. Avec le temps, le lieu aura pour nom "Tirlouse". Cette tour était sur la ligne de crête dominant le vallon allant de Thorigny à La Chaume. Le fief de Tirlouse a subsisté jusqu'à la fin du XVIIe siècle.

### Plessis-du-Mée

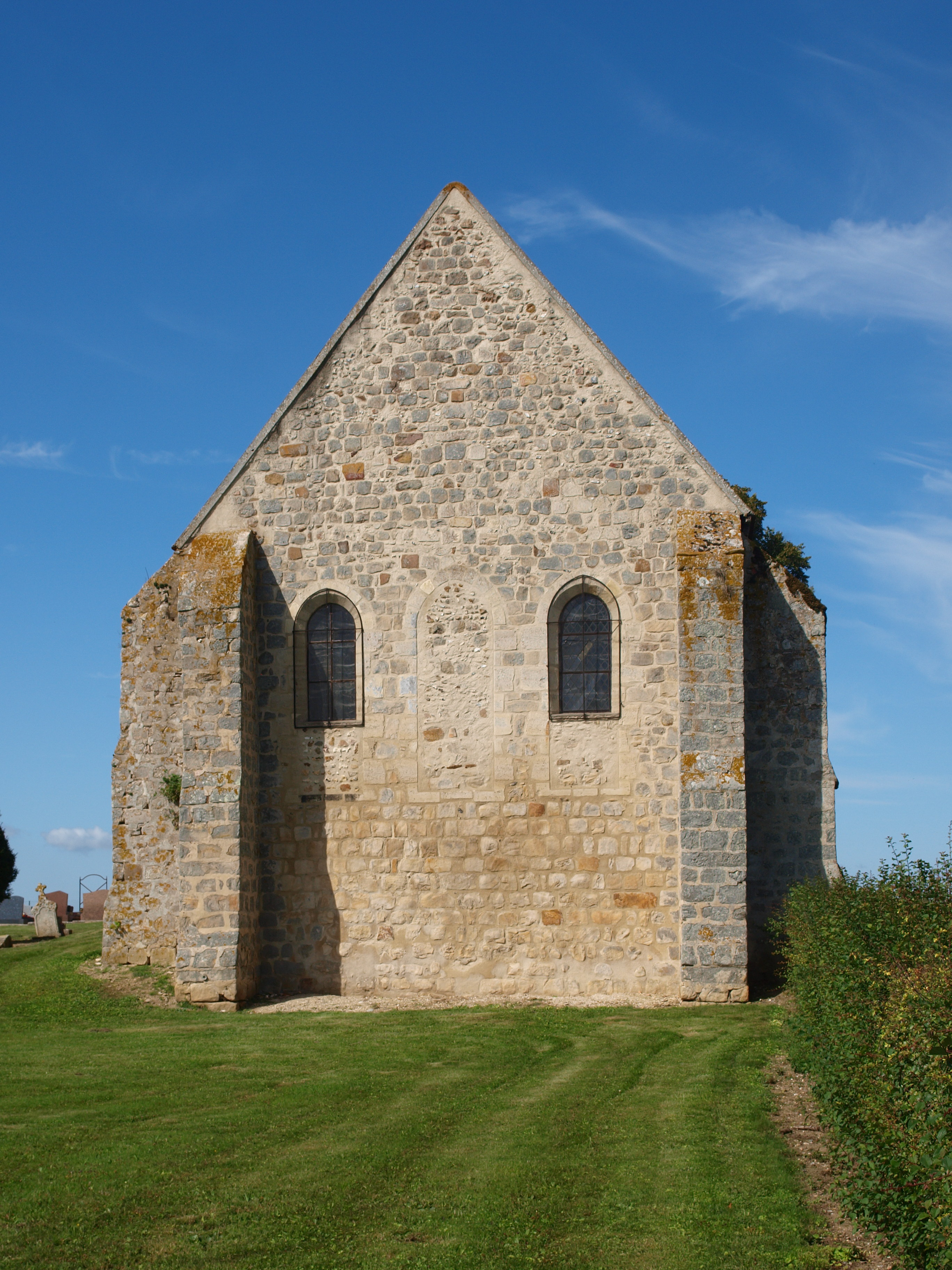
Église de Plessis du Mée en plein milieu des champs.

Plessis du Mée était à l'époque divisé en deux villages : Plessis et Du Mée. À la révolution le château de Plessis (similaire château de Fleurigny) a été détruit en même temps que le village, l'église ayant échappé à la destruction. C'est pour cela que l'église est seule en plein milieu des champs. À la fin de la révolution le village a été renommé : "Plessis Du Mée".
Cette paroisse a précédé une commune. Un lignage de chevaliers portant le prénom "Otran" dominait les lieux au XIIe siècle. Elle se dote du toponyme Plessis-du-Mée au XIIIe siècle. Le prieuré du Mée est isolé de l'habitat principal du village.

### Sognes

#### Moyen Âge
Dans le seconde moitié du XIe siècle, l'archevêque de Sens Richer II donne à l'abbaye de Saint-Pierre-le-Vif de Sens (où les prélats avaient alors coutume d'être inhumés) le domaine de Sognes. Abusivement, on date de ce fait l'église paroissiale de Sognes, et sa célèbre crypte, de cette époque sur la base de ce document très isolé. Au siècle suivant, une liste nominative des censitaires du lieu est connue.
Une gare de chemin de la ligne du Tacot allant de Sens à Nogent-sur-Seine subsiste aux abords de Sognes.

#### Nozées
Cette ferme est l'héritière du hameau des Nozées (parfois écrit Nozeaux). Il s'agit de l'unique écart du village.
Les lieux étaient la propriété de l'abbaye cistercienne de Vauluisant. En 1259, le chevalier Dreux, seigneur de Trainel, et son épouse Béatrix, donnent au monastère de Saint-Pierre-le-Vif de Sens 270 arpents des bois des Nozeaux. Anseau de Trainel, seigneur de Voisines et connétable de Champagne s'oppose à ce don et obtient le retrait lignagier de l'opération. En 1262, il opère le don de ce bois à l'abbaye de Vauluisant. On notera que le grand chemin de Provins à Troyes passe sur le finage et porte le nom de chemin de Vauluisant aux abords de Granges-le-Bocage. De 1496 à 1540, les moines ne pouvant pas assurer l'exploitation de ces bois les baillent à perpétuité à essarter à des habitants de Sognes (1496-1501)  puis des Nozeaux (156-1540).
Le village est situé sur le grand chemin médiéval reliant Sens à Trainel, et d'une manière générale sur l'axe Sens - Reims.

### Vertilly
Cette paroisse a précédé une commune. Un lignage de chevaliers en a porté le nom.
À la fin du XVe siècle, la seigneurie est la propriété de la famille de Viezchastel, membre du patriciat de Sens. Au début des guerres civiles dites de Religion, la seigneurie devient la propriété de gendres. Un fief de la Tuilerie de Vertilly émerge alors. Ce petit fief sera la propriété de la famille Charpentier, dont l'intervention fâcheuse provoquera la perte de la seigneurie de Thorigny par la famille de Raoul-de Tremelet.
Le village est fortifié, comme beaucoup d'autres de toute la région, durant le règne de François Ier. Pour autant, les villageois ne parviendront pas à retirer de cette relative sécurité, un accroissement d'influence.

### Villiers-Bonneux
Un lignage chevaleresque en porte le nom de 1191 à 1315. Il est connu pour ses propriétés à Passy-sur-Seine, Fleurigny, Villuis. Le chevalier Gilles de Villers-Bonneux est seigneur de Plessis-Gastebled en 1246. La famille serait allée s'établir à Soulaines près d'Auxerre sous Philippe le Bel.

## Politique et administration

### Liste des maires
| Période      | Période      | Identité           | Étiquette | Qualité |
| ------------ | ------------ | ------------------ | --------- | ------- |
| juillet 1972 | 1991         | André Hermand      |           |         |
| 1991         | mars 2008    | Geneviève Bourgoin |           |         |
| mars 2008    | juillet 2020 | François Cormerois |           |         |
| juillet 2020 | En cours     | Florence Gesserand |           |         |

## Population et société

### Démographie
L'évolution du nombre d'habitants est connue à travers les recensements de la population effectués dans la commune depuis 1793. Pour les communes de moins de 10 000 habitants, une enquête de recensement portant sur toute la population est réalisée tous les cinq ans, les populations de référence des années intermédiaires étant quant à elles estimées par interpolation ou extrapolation. Pour la commune, le premier recensement exhaustif entrant dans le cadre du nouveau dispositif a été réalisé en 2005.

En 2022, la commune comptait 952 habitants, en stagnation par rapport à 2016 (Yonne : −1,95 %, France hors Mayotte : +2,11 %).
| 1793 | 1800 | 1806 | 1821 | 1831 | 1836 | 1841 | 1846 | 1851 |
| ---- | ---- | ---- | ---- | ---- | ---- | ---- | ---- | ---- |
| 213  | 209  | 226  | 200  | 216  | 242  | 231  | 231  | 237  |

| 1856 | 1861 | 1866 | 1872 | 1876 | 1881 | 1886 | 1891 | 1896 |
| ---- | ---- | ---- | ---- | ---- | ---- | ---- | ---- | ---- |
| 230  | 274  | 280  | 280  | 278  | 257  | 258  | 266  | 266  |

| 1901 | 1906 | 1911 | 1921 | 1926 | 1931 | 1936 | 1946 | 1954 |
| ---- | ---- | ---- | ---- | ---- | ---- | ---- | ---- | ---- |
| 257  | 261  | 254  | 218  | 209  | 224  | 205  | 194  | 194  |

| 1962 | 1968 | 1975 | 1982 | 1990 | 1999 | 2005 | 2006 | 2010 |
| ---- | ---- | ---- | ---- | ---- | ---- | ---- | ---- | ---- |
| 169  | 178  | 856  | 782  | 731  | 857  | 868  | 872  | 945  |

| 2015 | 2020 | 2022 | - | - | - | - | - | - |
| ---- | ---- | ---- | - | - | - | - | - | - |
| 953  | 947  | 952  | - | - | - | - | - | - |

## Culture locale et patrimoine

### Lieux et monuments
- Menhir du Pas-Dieu, pierre à légende classée comme « menhir » au titre des monuments historiques en 1889[26].
- Église paroissiale Saint-Étienne à Granges
- Église paroissiale de Sognes. Elle dispose d'une crypte, datée du XIe siècle par les auteurs qui se basent sur la première attestation de l'église dans une charte de l'archevêque de Sens.
- Église paroissiale de Courceaux. Un retable du XVIIe siècle a été restauré récemment.